# Graellsia (Brassicaceae)
Graellsia là chi thực vật có hoa trong họ Cải.

## Các loài
- Graellsia chitralensis O.E.Schulz
- Graellsia davisiana Poulter
- Graellsia graellsiifolia (Lipsky) Poulter
- Graellsia hederifolia (Coss.) R.D.Hyam & Jury
- Graellsia hissarica Junussov
- Graellsia integrifolia (Rech.f.) Rech.f.
- Graellsia saxifragifolia (DC.) Boiss.
- Graellsia stylosa (Boiss. & Hohen.) Poulter